# 柄沢山
柄沢山（からさわやま）は、新潟県南魚沼市と群馬県利根郡みなかみ町との県境に位置する山で、中央分水界になり、標高1900.2メートルである。利根川源流を囲む山になる。

## 登山ルート
- 残雪期:南越後観光バス清水バス停より、約6時間。
- 清水バス停より、柄沢橋・柄沢林道・涸沢で約6時間。

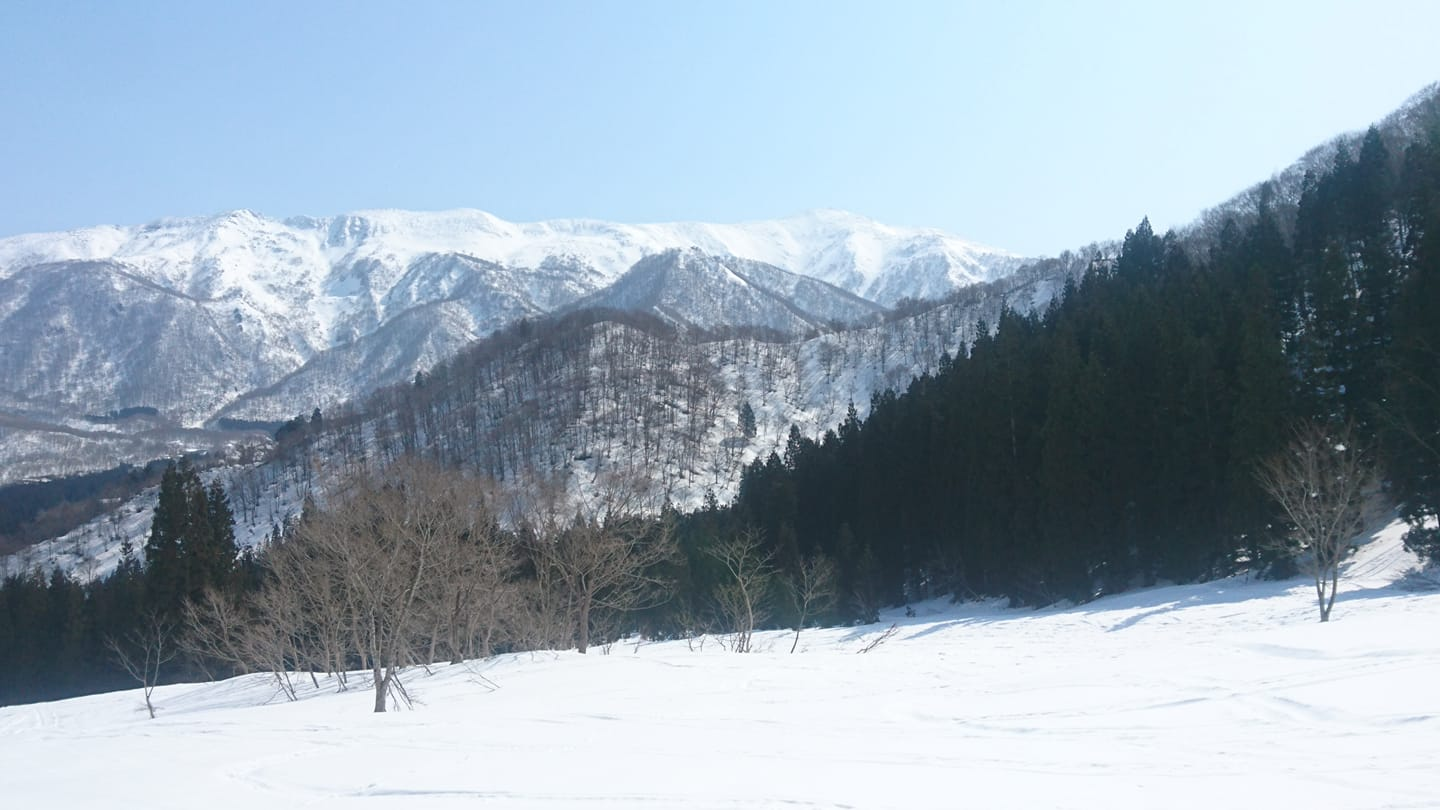
米子頭山-柄沢山の山並（最奥）を西方から望む

## 周辺の山々
- 威守松山
- 居頭山・米子頭山・栂ノ頭
- 割引岳・巻機山・牛ヶ岳
- 檜倉山・大烏帽子山・朝日岳

## 河川
- 利根川
- 登川

## アクセス
- 車:関越自動車道塩沢石打インターチェンジより、新潟県道28号塩沢大和線・国道291号を、車で約30分。タクシーでは上越線六日町駅から約20分。
- バス:南越後観光バスで六日町駅から沢口・清水行（1日3本）で約30分。